# 张翀墓和张翀母亲墓
张翀墓和张翀母亲墓，位于中国广西壮族自治区柳州市城东区河东乡油榨村蜈蚣岭，为一个省级文物保护单位，类型为古墓葬，为第六批广西壮族自治区文物保护单位，公布时间为2009年5月4日。
张翀墓和张翀母亲墓的历史年代为明。